# Лео Пауліста
Леопольдо Роберто Марковський або просто Лео Пауліста (порт.-браз. Leopoldo Roberto Markovsky / Léo Paulista / пол. Leopoldo Roberto Markovsky / Léo Markovsky; нар. 29 серпня 1983, Сан-Паулу, Бразилія) — бразильський футболіст польського походження, виступав на позиції нападника.

## Життєпис
Футболом розпочав займатися в команді з рідного міста — «Палмейраса». У 2002 році відправився в 1-річну оренду до «Йокогама Ф. Марінос», але ігрової практики так і не отримав. У 2004 році відправився в чергову оренду, до «Лондрини». Наступні два сезони, 2005/06 і 2006/07 років, знову виступав за «Палмейрас». Влітку 2007 року перебрався до «Жувентуса», але менш ніж через півроку перейшов до КРБ. У 2008 році став гравцем «Брагантіну» з Сан-Паулу.
У червні 2008 року бразилець відправився на перегляд у «Гурник» (Забже). 3 липня 2008 року підписав 2-річний контракт з вище вказаним клубом. Декілька днів по тому дебютував за нову команду, 22 червня в товариському матчі проти «Конкордії» (Кнурув) Лео на 46-й хвилині замінив Пшемислава Пітри, а на 71-й та 84-й хвилинах відзначився голами у воротах Павла Жаржицького. Під час літньої підготовки Лео Марковський провів ще три матчі під керівництвом тренера Ришарда Вечорека, в яких двічі визначив результат поєдинку, відзначився голами. Спочатку в матчі проти пермського «Амкара» (2:0), потім проти «Кміти» (Забежув) (1:0). Ефективність популярного Лео справила позитивне враження на керівництво забжеського клубу, тому без будь-яких вагань з ним було підписано дворічний контракт (3 липня 2008 року) з можливістю подальшого продовження, але він був розірваний через півроку у зв'язку з жахливими стосунками між «Гурником» та самим гравцем. Велике значення мала також зміна тренера «Гурника» (Забже) на Генрика Касперчака, який не знаходив місця для Лео в першій команді. Загалом у польському чемпіонаті провів 8 поєдинків.
Згодом перебрався до Східної Азії. У липні 2009 року підписав контракт з клубом корейської K-Ліги «Тегу», приєднавшись до них у другій половині сезону K-ліги 2009 року. Лео Пауліста відіграв важливу роль у покращенні переможного шляху «Тегу», оскільки клуб виграв лише один матч чемпіонату до приходу Лео в команду. Лео Пауліста відзначився 4-ма голами в 14 матчах у К-Лізі 2009 та допоміг зіграти переможну серію з чотирьох матчів, яка, хоча й не покращила їхню підсумкову позицію в лізі, але вона принаймні гарантувала, що команда завершила сезон позитивніше, ніж складалося враження на середину сезону.
У лютому 2011 року Лео Пауліста, який залишився вільним після закінчення контракту з «Тегу», перейшов у «Волта-Редонду».
У січні 2012 року підписав контракт на три з половиною роки з туніським клубом «Етуаль дю Сахель».